# 캔자스시티 서던 철도
캔자스시티 서던 철도(영어: Kansas City Southern Railway, 이하  KCS)는 미주리 캔자스시티에 본부를 두고 있는 미국의 철도회사이다. 1887년 아서 에드워드 스틸웰에 의해 창립했다.
KCS의 노선은 주로 미국 남부및 멕시코에 놓여 있으며, 북쪽으로는 미주리주, 남쪽으로는 멕시코에 달한다. KCS가 보유한 노선 총연장은 5,192킬로미터에 달하며, 이는 미국에 위치한 어느 철도회사보다도 짧은 것이다. 하지만 미국의 철도 기업 중 가장 유일하게 멕시코를 잇는 업체이기도 하다.

## 역사
1887년에 아서 에드워드 스틸웰(영어: Arthur Edward Stilwell)에 의해 캔자스시티 외곽에 건설하기 시작했다. 1890년대에 텍사스주 포트아서와 연결하기 위해 노선 건설 및 합병을 거듭한 결과 1897년에 보몬트까지 연결하게 되었다. 그 후에 댈러스 ~ 슈리브포트 ~ 뉴올리언스 구간이 연결한데 이어 1930년대에 루지이애나 앤드 아칸소 철도를 합병하게 되면서 최초로 노선망에 참여하게 되었다. 1940년부터 1969년까지 서던 벨이란 여객 열차를 운행 했으며 캔자스시티에서 뉴올리언스를 오가던 열차이기도 하다.
이 회사의 기본적인 노선망은 1990년대까지 동일하게 운행했다. 이후 미들사우스 레일 코퍼레이션이 인수하면서 슈리브포트에서 미시시피, 앨라베마까지 연장했다. 이 계기로 동서 방향의 중요한 본선 역할을 하게 되었고 게이트웨이 웨스턴 철도까지 합병되면서 캔자스시티에서 미주리, 일리노이주까지 연결이 되었다.
이 회사의 모기업은 모회사는 1962년에 설립된 캔자스시티 서던 인더스토리얼(영어: Kansas City Southern Industries, Inc.)으로 2002년에 캔자스 시티 서던(영어: Kansas City Southern Inc.)으로 사명이 변경되면서 현재에 이르고 있다.
1990년대 텍사스 멕시칸 철도와 멕시코 철도의 지분을 인수하면서 멕시코까지 연장하게 되었다. 2005년에 두 회사의 지분을 인수하면서 현재에 이르고 있다.

## 사진

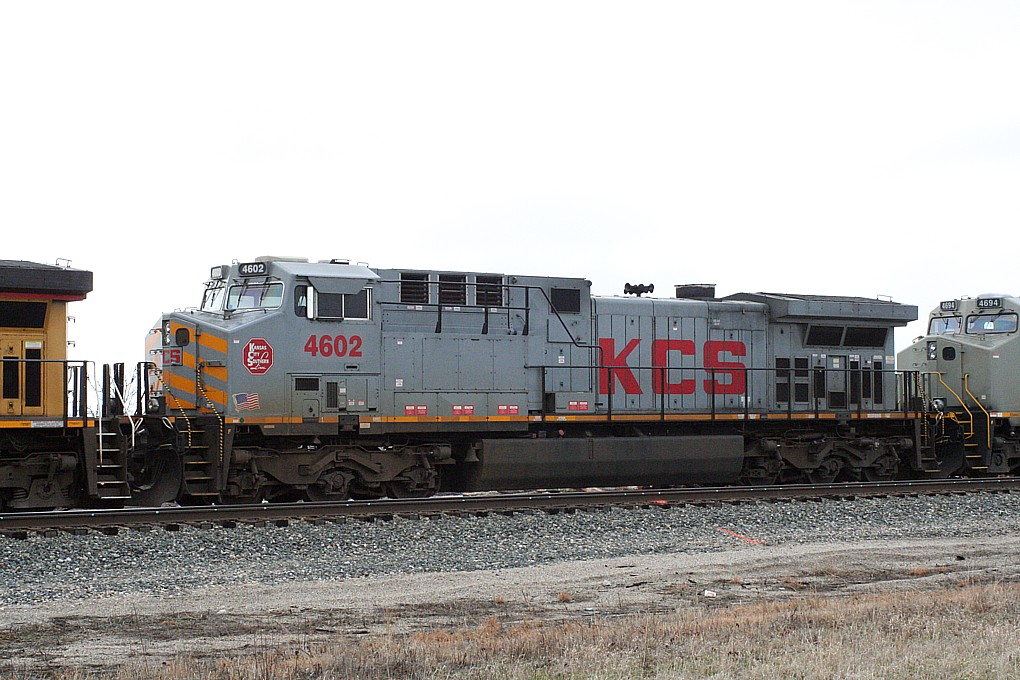
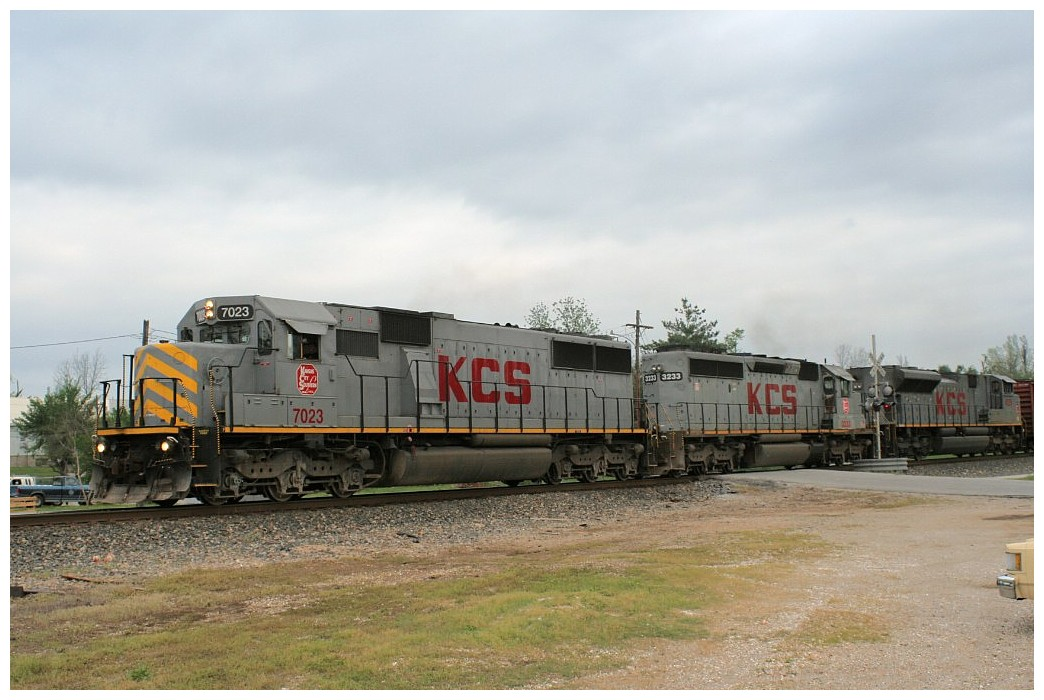
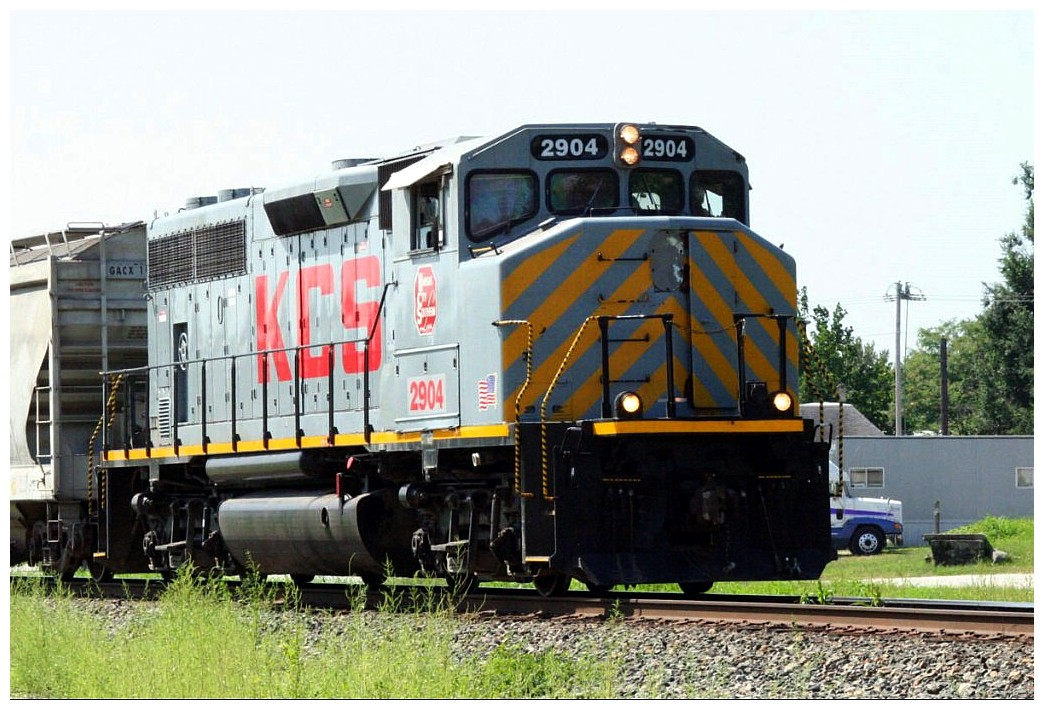
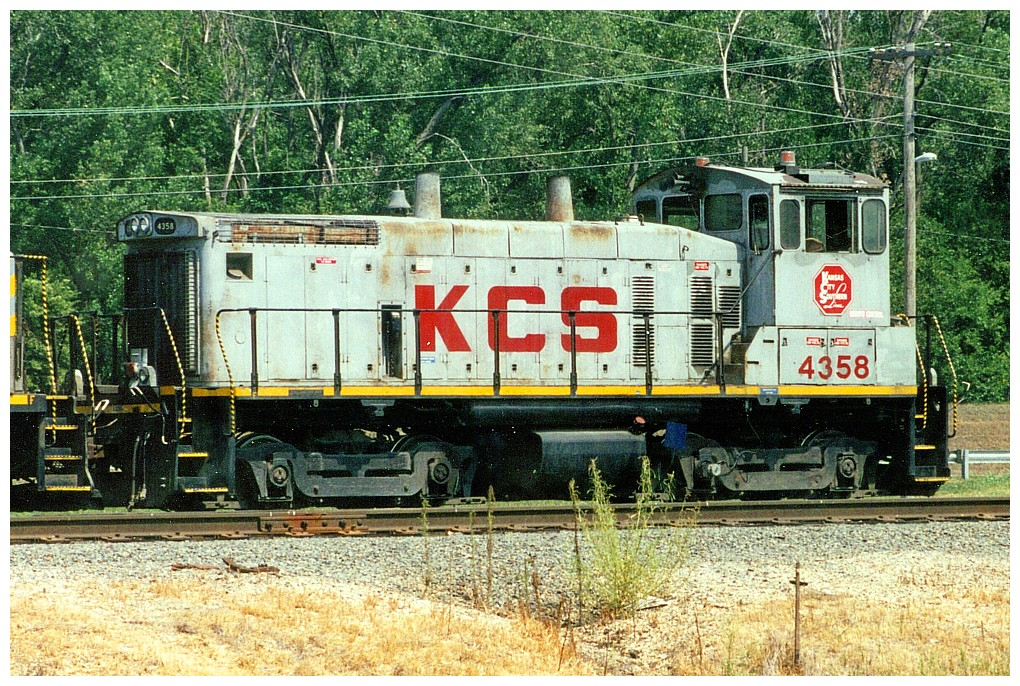
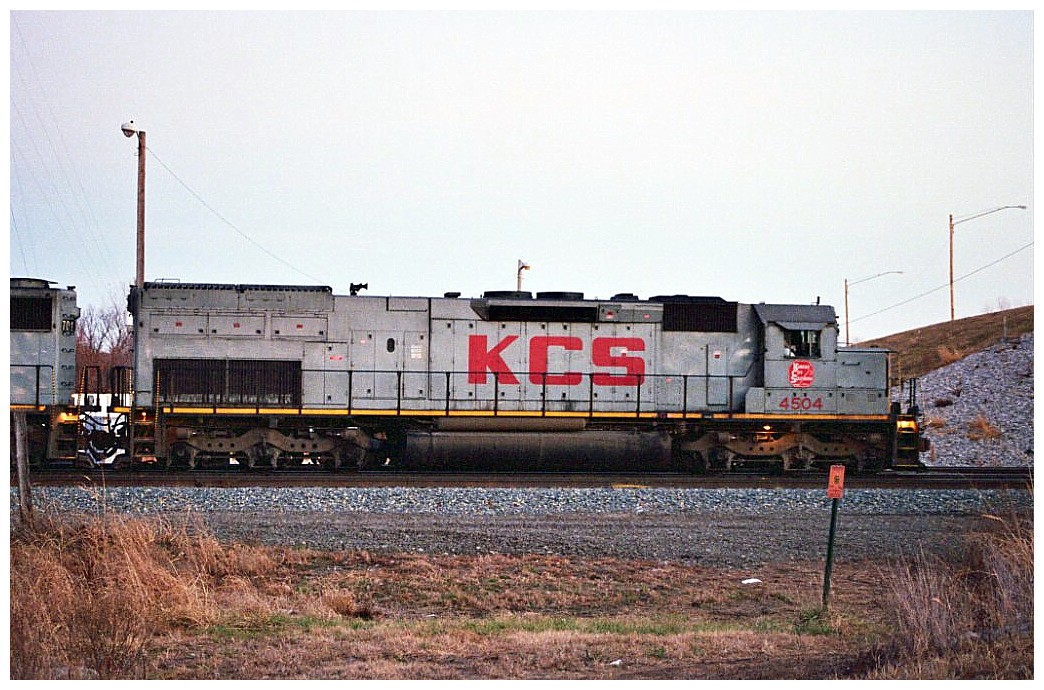
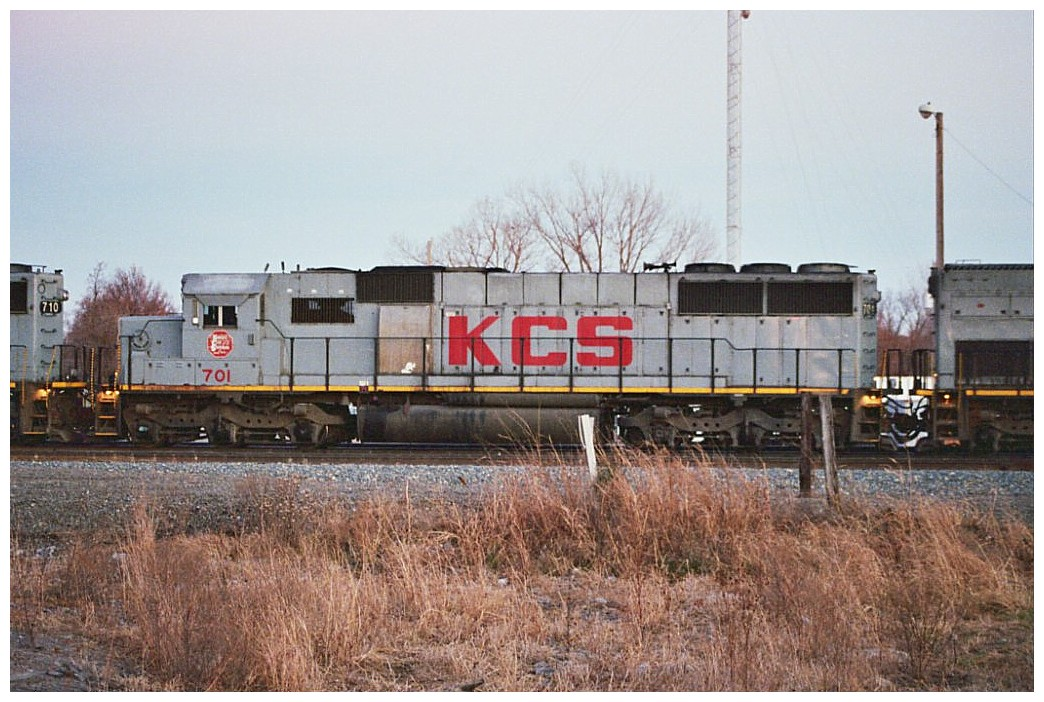
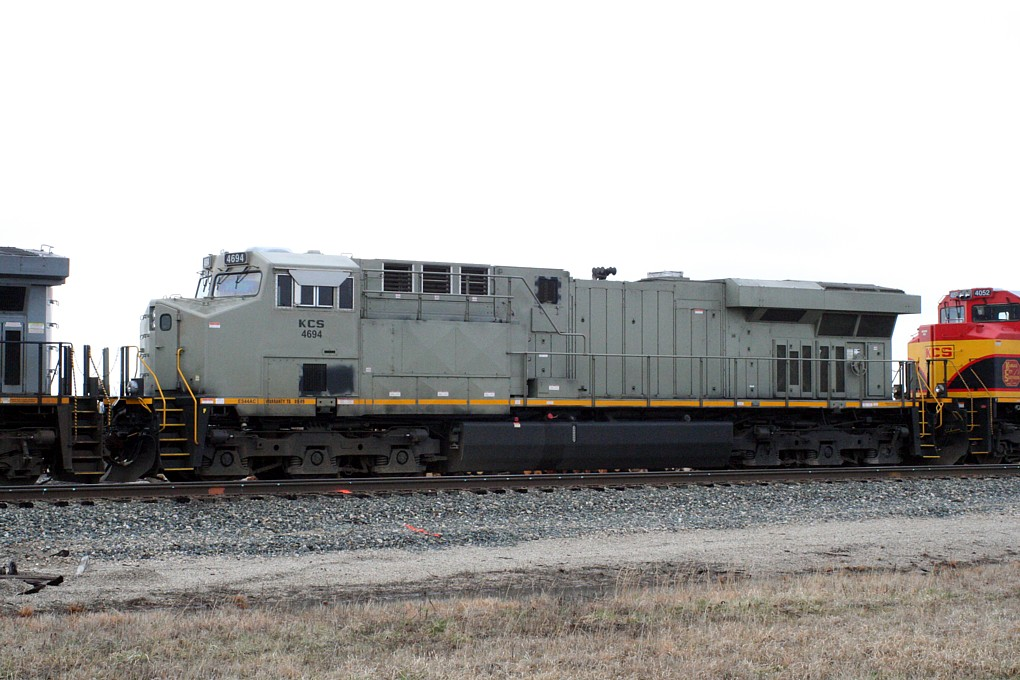
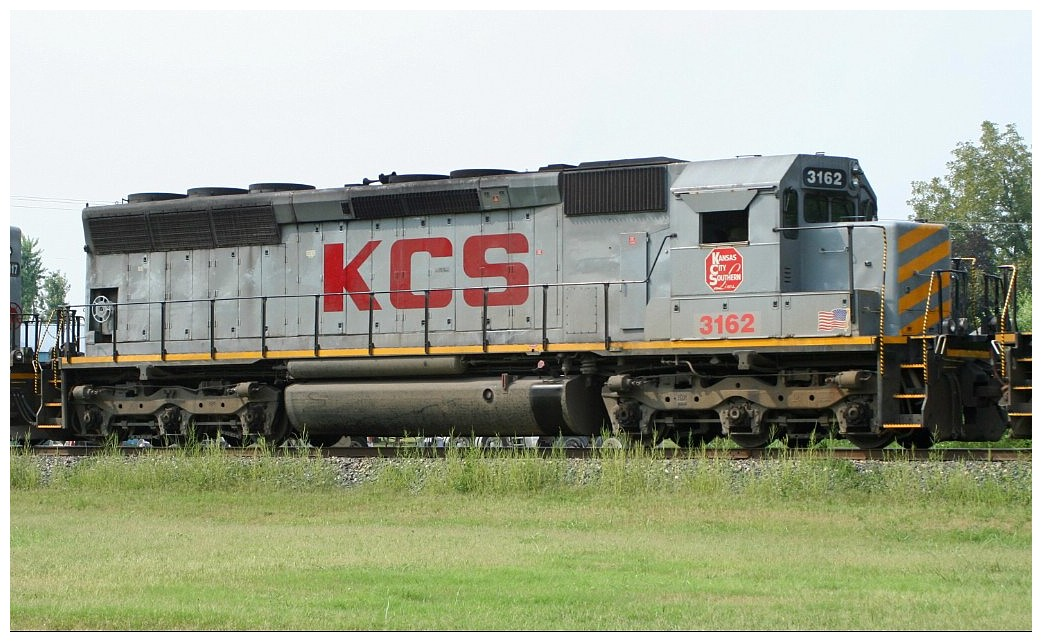
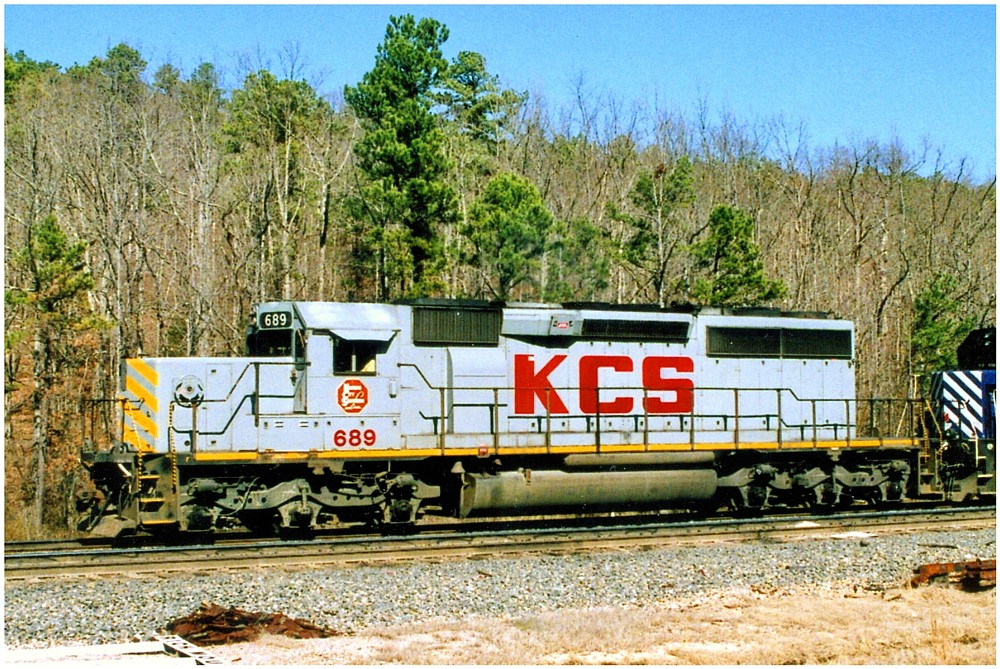

## 자회사
- 캔자스시티 서던 델 멕시코
- 파나마 지협 철도